# Lógica de bucle temporal
La lógica de bucle temporal (aunque recurrencia temporal es más correcto) es un sistema de computación que requiere una computadora capaz de enviar datos hacia atrás en el tiempo. Se fundamenta en el principio de autoconsistencia de Nóvikov para forzar a que el resultado de la computación enviada atrás en el tiempo sea correcto. Esta aproximación podría superar muchas limitaciones en la complejidad algorítmica tradicional. ...

## Ejemplo
Un programa explotando la lógica de bucle temporal puede ser absolutamente simple. Por ejemplo, factorizar un número grande:
1. Esperar a que el resultado sea transmitido desde el futuro.
2. Una vez recibido el resultado, comprobar si es un factor dividiendo el número de entrada por él.
  1. Si el resultado recibido es de hecho un factor correcto del número, enviar el resultado atrás en el tiempo.
  2. Si el resultado recibido no es un factor correcto del número (o no se recibió ningún resultado dentro del marco de tiempo deseado), generar un número diferente del resultado recibido y mandarlo atrás en el tiempo hasta el mismo momento en que se recibió cuando el tiempo haya pasado hasta el momento en que se enviará. Obsérvese que este resultado es una paradoja, en el momento que el resultado mandado al pasado no es el mismo que el que ha sido recibido.

El principio de autoconsistencia de Novikov indica que es imposible para una secuencia de eventos provocar una paradoja, la segunda cláusula de la sentencia condicional nunca puede ocurrir con lo que se garantiza que el resultado enviado del futuro es el correcto. Si ningún resultado es posible - el número es un primo, por ejemplo - entonces algún evento ocurrirá para prevenir que el programa se ejecute por primera vez o prevenir que funcione correctamente. Un evento que prevenga al programa ejecutarse por primera vez podría también satisfacer el principio de Novikov aunque existiese un resultado correcto, así que es importante limitar las oportunidades para tales errores de modo que la manera "más probable" de que el sistema permanezca consistente sea proporcionar el resultado correcto según lo deseado.
Por supuesto, la lógica de bucle temporal es puramente un ejercicio teórico actualmente. No se conoce si el viaje en el tiempo es posible, o si el principio de Novikov realmente se aplica a él. La lógica de bucle temporal permite que las paradojas ontológicas puedan ser o no posibles.